# Guo Fan
Guo Fan (chinesisch 郭凡; * 10. Dezember 1985 in Putian) ist ein ehemaliger chinesischer Leichtathlet, der sich auf den Sprint spezialisiert hat.

## Sportliche Laufbahn
Erste Erfahrungen sammelte Guo Fan im Jahr 2004, als er bei den Juniorenasienmeisterschaften in Ipoh in 10,66 s die Bronzemedaille im 100-Meter-Lauf gewann und sicherte sich auch mit der chinesischen 4-mal-100-Meter-Staffel die Bronzemedaille. Im Jahr darauf schied er bei den Asienmeisterschaften in Incheon mit 10,67 s im Halbfinale über 100 Meter aus und belegte im Staffelbewerb in 39,73 s den vierten Platz. 2007 belegte sie bei den Hallenasienspielen in Macau in 6,68 s den vierten Platz im 60-Meter-Lauf und 2009 gewann er bei den Asienmeisterschaften in Guangzhou in 10,37 s die Bronzemedaille über 100 Meter hinter seinem Landsmann Zhang Peimeng und Naoki Tsukahara aus Japan. Zudem sicherte er sich im Staffelbewerb in 39,07 s gemeinsam mit Liang Jiahong, Su Bingtian und Zhang Peimeng die Silbermedaille hinter dem japanischen Team. 2012 nahm er mit der Staffel an den Olympischen Sommerspielen in London teil, verpasste dort aber mit 38,38 s den Finaleinzug. Im Jahr darauf gewann er bei den Asienmeisterschaften in Pune in 39,17 s gemeinsam mit Su Bingtian, Xie Zhenye und Chen Qiang die Bronzemedaille hinter den Teams aus Hongkong und Japan. Anschließend schied er bei den Weltmeisterschaften in Moskau mit 38,95 s in der Qualifikationsrunde aus. Kurz darauf beendete er nach den Nationalspielen in Shenyang seine aktive sportliche Karriere.
2012 wurde Guo chinesischer Meister in der 4-mal-100-Meter-Staffel.

## Persönliche Bestzeiten
- 100 Meter: 10,30 s (−0,3 m/s), 4. Mai 2013 in Bangkok
  - 60 Meter (Halle): 6,66 s, 13. Februar 2012 in Nanjing
- 200 Meter: 21,28 s (+1,4 m/s), 13. September 2008 in Luohe